# Érsekkéty
Érsekkéty (1899-ig Kéty, szlovákul Keť, korábban Kvetná) község Szlovákiában, a Nyitrai kerület Lévai járásában.

## Fekvése
Lévától 42 km-re délre, a Kétyi patak partján fekszik.

## Élővilága

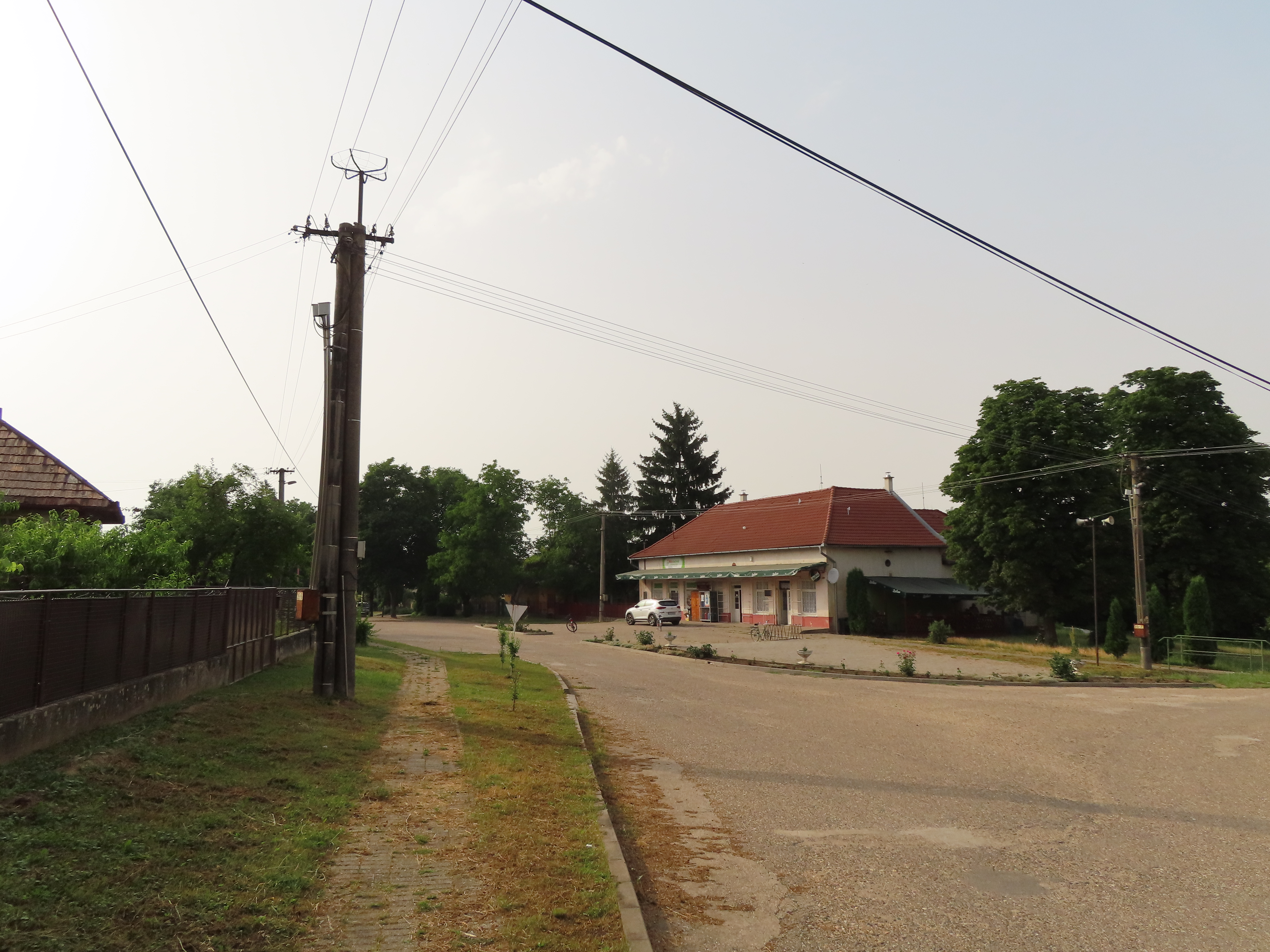

A faluban két gólyafészek alátétet tartanak nyilván. 2021-ben egyikben sem volt költés.

## Története
1295-ben említik először. Nevének előtagját arról kapta, hogy egykor az esztergomi érsek birtoka volt. 1308-ban „Gyefy”, 1571-ben „Keeth” alakban szerepel. A 14. században a Divéky és Szőllősy család, a 15. századtól az esztergomi érsekség birtokolta, mely helyi nemeseknek adta bérbe. A falu a török támadásokban elpusztult. 1571-ben 20 jobbágytelke volt. 1699-ben 58-an lakták. 1700-ban a Nagy és Szabó család kapott itt érseki adományt. 1715-ben 25 háztartása létezett. 1720-ban két malmot is említenek a községben. 1787-ben 98 házában 556 lakos élt. 1828-ban 99 háza és 787 lakosa volt, akik főként mezőgazdasággal foglalkoztak.
Fényes Elek szerint „Kéty, Esztergom-, most Komárom vm. magyar falu, Bars vmegye szélén, egy posványos ér mellett: 213 kath., 459 ref. lak. Ref. anyatemplom. Domboshatára bővelkedik borral, gyümölcscsel, fával, jó réttel. F. u. a primás. A lakosok birnak 1176 hold másod, 588 h. harmad osztályu szántóföldet, 79 h. rétet, 272 3/8 kapa szőlőt. Ut. p. Kéménd”.
A trianoni békeszerződésig Esztergom vármegye Párkányi járásához tartozott. 1938 és 1945 között ismét Magyarország része. A II. világháború után a csehszlovák hatóságok 50 helybéli magyar családot Csehországba deportáltak.
A könyvtár épületét az 1880-as években emelték, eredetileg községi hivatalnak. 2019-től működik az épületben a könyvtár, amely 2025-ben Duray Miklós nevét vette fel.

## Népessége
| Év:            | 1994. | 2004.   | 2014.   | 2024.    |
| -------------- | ----- | ------- | ------- | -------- |
| Emberek száma: | 764   | 688     | 636     | 562      |
| Eltérés:       |       | -9,94 % | -7,55 % | -11,63 % |

| Év:            | 2023. | 2024.   |
| -------------- | ----- | ------- |
| Emberek száma: | 571   | 562     |
| Eltérés:       |       | -1,57 % |

1880-ban 1094 lakosából 1052 magyar anyanyelvű volt.
1890-ben 1169 lakosából 1154 magyar és 15 szlovák anyanyelvű volt.
1900-ban 1186 lakosából 1181 magyar és 4 szlovák anyanyelvű volt.
1910-ben 1221 lakosából 1210 magyar és 10 szlovák anyanyelvű volt.
1921-ben 1245 lakosából 1222 magyar és 7 csehszlovák volt.
1930-ban 1272 lakosából 1162 magyar és 58 csehszlovák volt.
1941-ben 1304 lakosából 1259 magyar és 7 szlovák volt.
1991-ben 812 lakosából 775 magyar és 35 szlovák volt. 
2001-ben 703 lakosából 655 magyar és 45 szlovák volt.
2011-ben 662 lakosából 580 magyar és 69 szlovák volt.
2021-ben 577 lakosából 476 (+11) magyar, 76 (+5) szlovák, 4 egyéb és 21 ismeretlen nemzetiségű volt.

## Neves személyek
- Itt dolgozott Véneny Lajos (1888-1975) növénynemesítő.
- Innét származtak Varga Sándor (1942) történész, levéltáros, politikus anyai felmenői.

## Nevezetességei

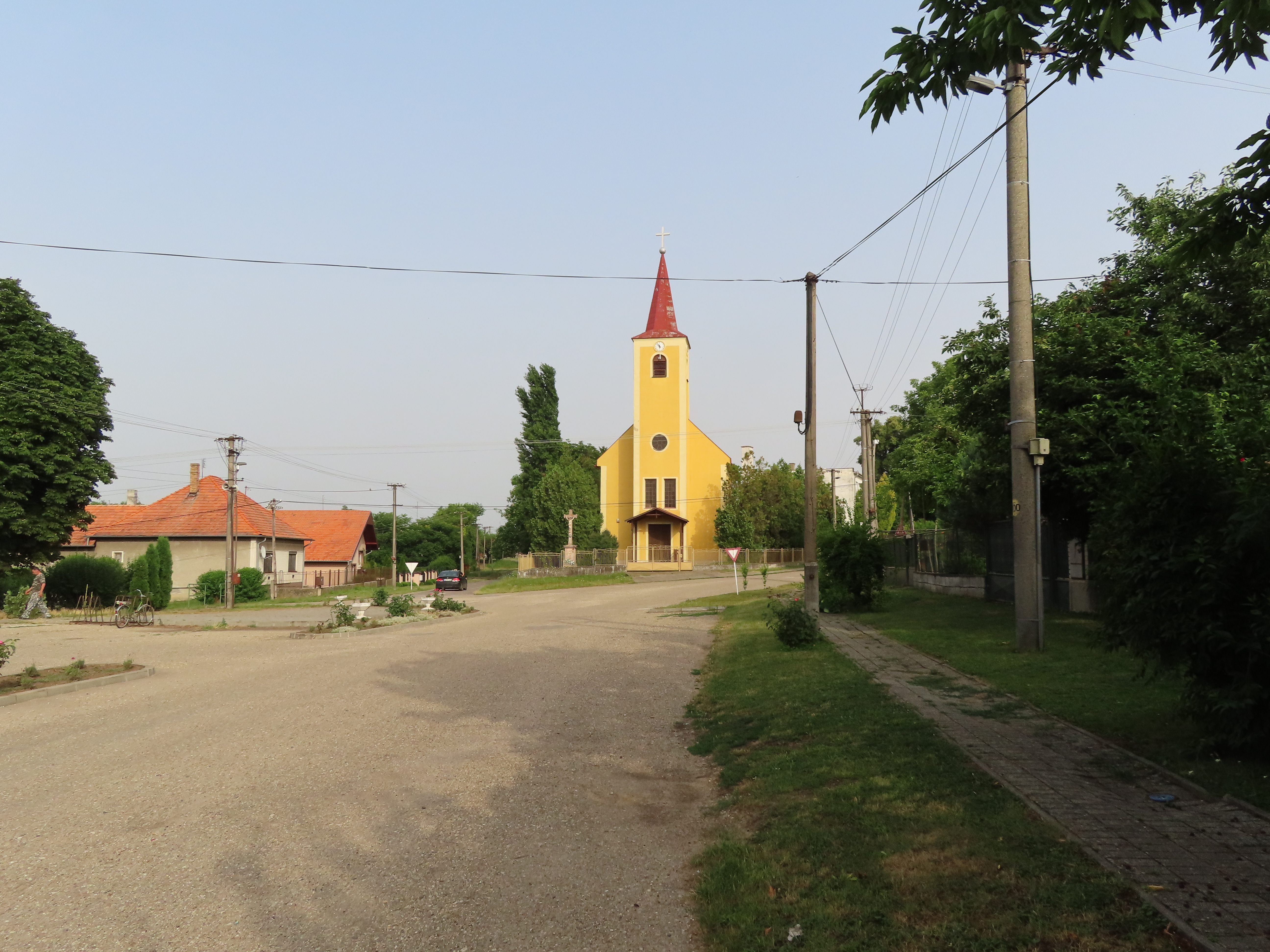
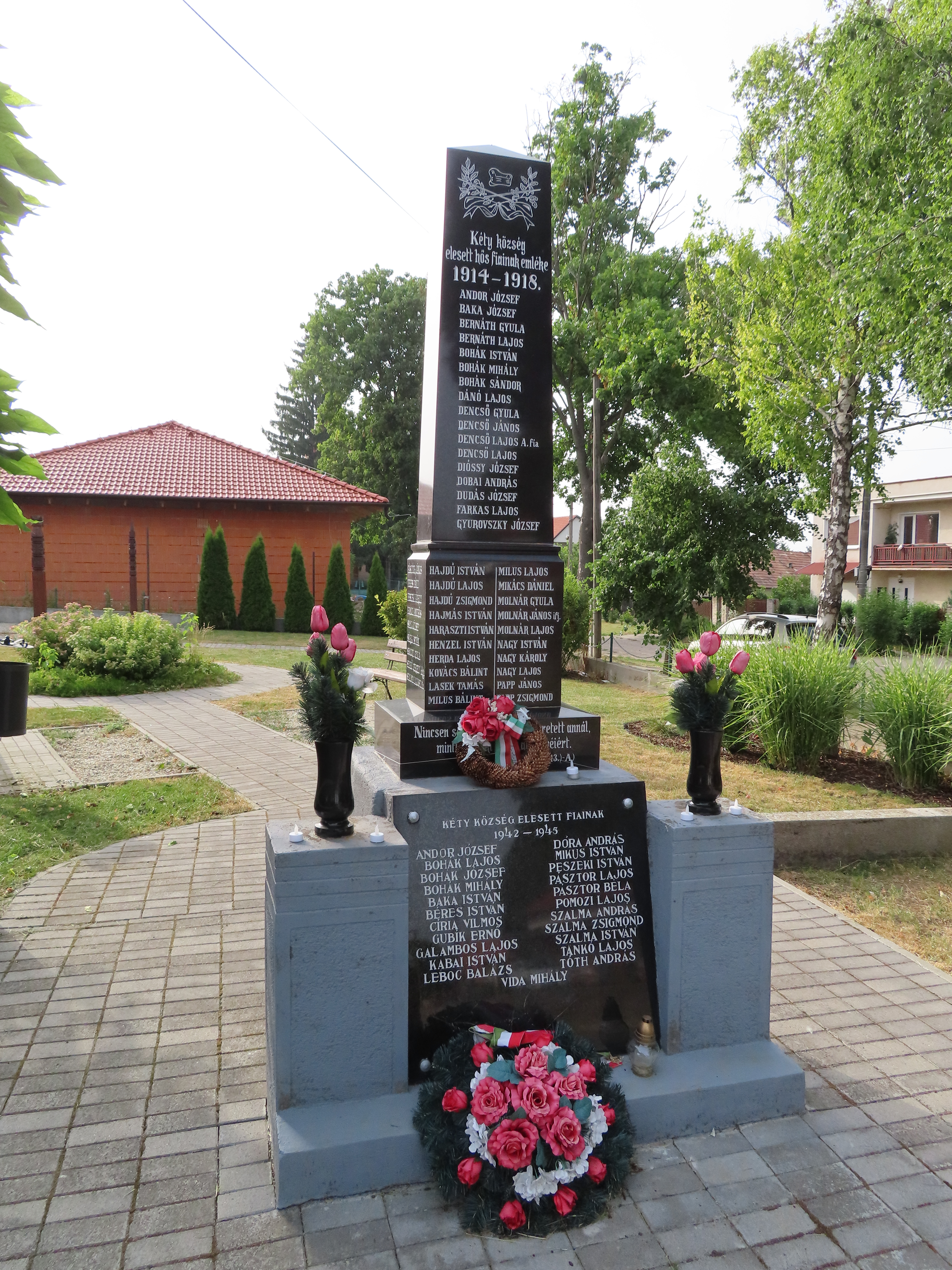
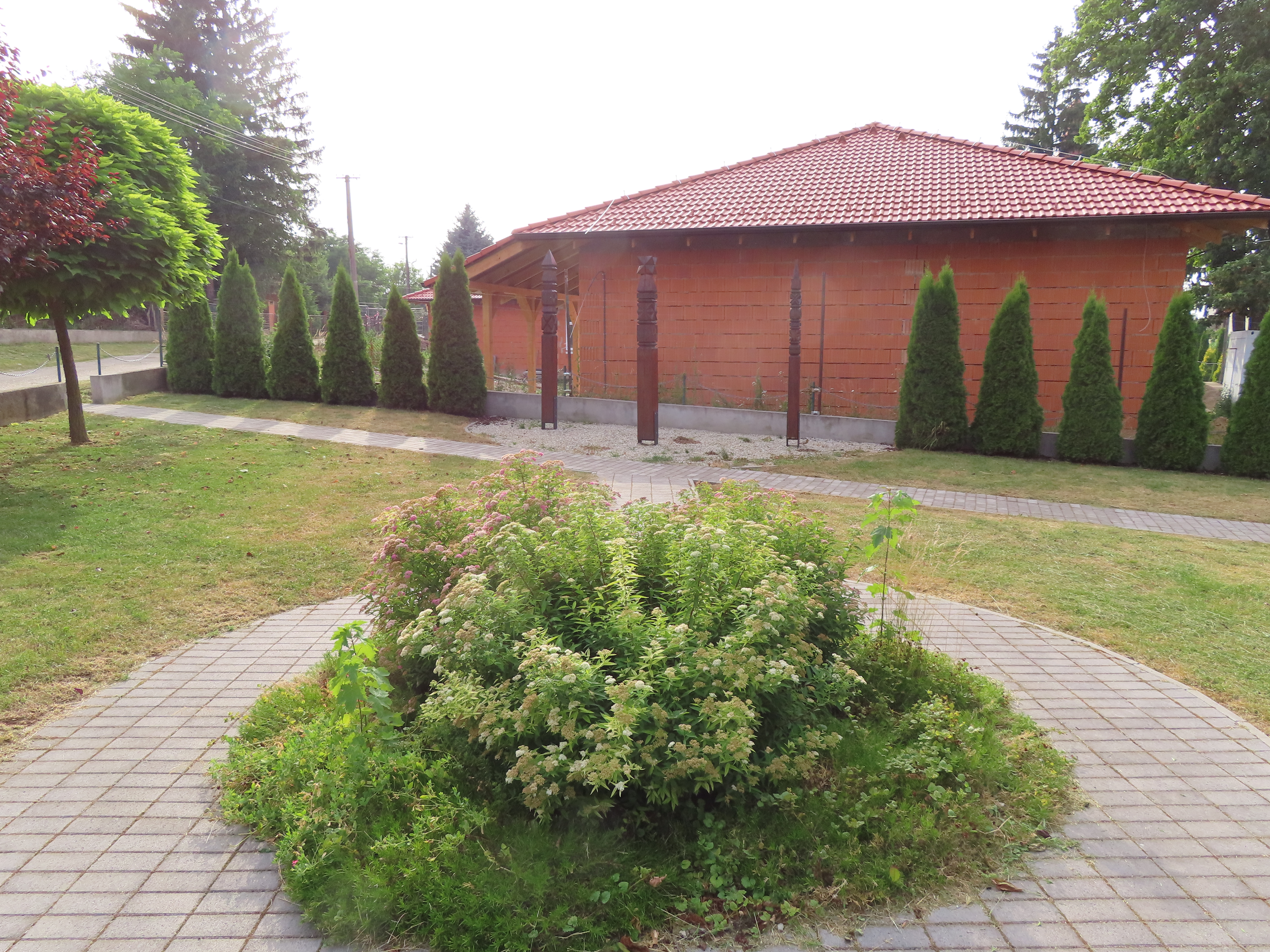

- Jézus Szíve tiszteletére szentelt római katolikus temploma 1885-ben épült. Bény filiája
- Református templom
- Tájház
- A Pacsirta éneklőcsoportot 1976-ban alapították.